# Стоядинович, Драгиша
Драгиша М. Стоядинович (серб. Драгиша М. Стојадиновић; 1886, Заечар — 1968, Белград) — сербский четник, участник обеих Балканских войн и Первой мировой войны, военный фотограф и кинооператор, кавалер Ордена Звезды Карагеоргия с мечами, в послевоенные годы — видный политик.

## Биография

### Военная карьера
Окончил Заечарскую гимназию. Вступил в контакт со своими земляками в Белграде, членами университетского общества «Братство», и вступил в движение четников в Старой Сербии. Весной 1905 года с воеводой Доксимом Михаиловичем пересёк границу и вступил в борьбу против османских турок и революционеров ВМОРО. Боевое крещение принял у Челопека. Действовал в Кумановском крае под командованием Джордже Ристича, затем в Велесском и Прилепском краях под командованием воевод Раде Радивоевича-Душана, Йована Бабунского и Василие Трбича до 1908 года. Драгиша отличился тем, что у деревни Дреново 14 июня 1907 года застрелил из винтовки воеводу ВМОРО Стефана Вардарского.
После 1908 года Стоядинович поступил на юридический факультет Белградского университета, который закончил за один год. В том же году на европейских соревнованиях по стрельбе[неизвестный термин] в Риме он взял первый приз и удерживал этот титул до 1914 года. В Балканских войнах он участвовал как офицер запаса 13-го пехотного полка Хайдука Велько, тогда же начал активно заниматься фотографией и кинематографом. После войны он создал фотоальбомы, посвящённые Балканским войнам и Арнаутскому восстанию. С 1916 года он возглавлял Кинематографический отдел Верховного командования Войска Сербии. Именно он стал автором множества исторически важных фотографий, посвящённых сербской армии и войнам с её участием. После войны он продолжил заниматься фото- и киносъёмкой.

### Политическая карьера
Стоядинович был убеждённым демократом, антифашистом и яростным борцом против коррупции. Заседал в Народной скупщине от Тимокского округа, работал адвокатом. В 1936 году вступил в открытый конфликт со своим однофамильцем, премьер-министром Югославии Миланом Стоядиновичем, которого обвинял в сдаче страны блоку Оси. Суд народной защите приговорил Драгишу к каторге, которую он отбывал с 1936 по 1939 годы. 27 марта 1941 года Драгиша Стоядинович заснял на плёнку акции протеста в Черногории против вступления Югославии в блок Оси. После войны занялся писательской деятельностью, написав ряд книг. Позднее всего его книги и киноплёнки были переданы югославским спецслужбам ОЗНА.
Скончался в Белграде в 1968 году.